# Tom Bridger
Thomas »Tommy« Bridger, britanski dirkač Formule 1, * 24. junij 1934,  Woolmer Green, Hertfordshire, Anglija, Združeno kraljestvo, † 30. julij 1991, Logie Coldstone, Aberdeenshire, Anglija.

## Življenjepis
V svoji karieri je nastopil le na zadnji dirki sezone 1958 za Veliko nagrado Maroka, kjer je z dirkalnikom Formule 2 Cooper T45 moštva British Racing Partnership odstopil v tridesetem krogu zaradi trčenja. Umrl je leta 1991.

## Popolni rezultati Formule 1
(legenda) (odebeljene dirke pomenijo najboljši štartni položaj, poševne pa najhitrejši krog, †-uvrščen kljub odstopu)
| Leto | Moštvo                     | Šasija          | Motor             | 1   | 2   | 3   | 4   | 5   | 6   | 7  | 8   | 9   | 10  | 11      | Prv | Toč |
| ---- | -------------------------- | --------------- | ----------------- | --- | --- | --- | --- | --- | --- | -- | --- | --- | --- | ------- | --- | --- |
| 1958 | British Racing Partnership | Cooper T45 (F2) | Climax Straight-4 | ARG | MON | NIZ | 500 | BEL | FRA | VB | NEM | POR | ITA | MAR Ret | -   | 0   |